# Helenalina
Helenalina, ou na sua fórmula bioquímica (-)-4-hidroxi-4a,8-dimetil-3,3a,4a,7a,8,9,9a-octahidroazuleno[6,5-b ] furan-2,5-diona, é uma substância orgânica tóxica, a Sesquiterpenlactona, que pode ser encontrada em várias plantas como a Arnica montana e Arnica chamissonis. A helenalina é responsável pela toxicidade da Arnica spp.
Embora tóxica, a helenalina possui contudo efeitos benéficos anti-inflamatórios e antineoplásicos in vitro. Um dos benefícios potenciais é o facto da Helenalina poder inibir certas enzimas, como por exemplo a 5-lipoxigenase e a leucotrieno C4 sintase. Daí que o composto ou os seus derivados, têm sido utilizados em aplicações médicas.

## Estrutura e reatividade
A helenalina pertence ao grupo das lactonas sesquiterpénicas, caracterizadas por um anel lactónico. Àparte o anel, a estrutura da helenalina possui dois grupos reativos (α-metileno-γ-butirolactona e um grupo ciclopentenona) que podem sofrer uma reação de Michael.
A ligação dupla no grupo carbonilo pode sofrer uma adição de Michael com um grupo tiol, também designado por grupo sulfidrila. Portanto, a helenalina pode interagir com as proteínas formando ligações covalentes com os grupos tiol das proteínas/peptídeos que contêm cisteína, como a glutationa. Este efeito pode perturbar a função biológica da molécula.
As reações de adição podem ocorrer porque os grupos tiol são nucleófilos fortes; um tiol possui um par de eletrões solitário.

## Aplicações

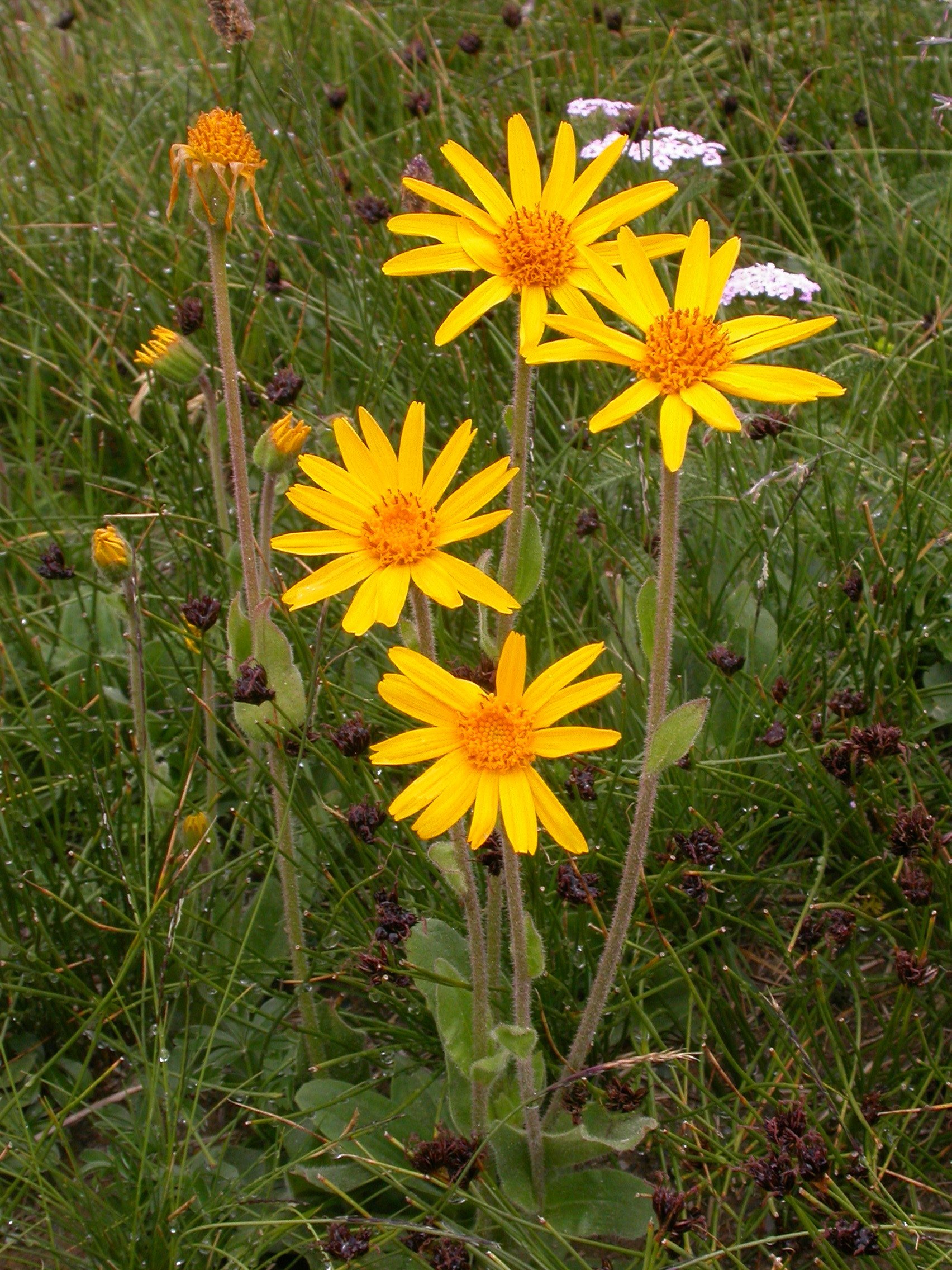
A arnica montana contém helenanina

Desde a Antiguidade pelo menos, que os extratos de plantas contendo helenalina têm sido utilizados como medicamento à base de ervas  no tratamento de entorses, coágulos sanguíneos, distensões musculares, e problemas reumáticos. Atualmente, a helenalina é usada topicamente em géis homeopáticos e micro-emulsões. 
A Helenalina não é de momento, aprovada pela FDA nos EUA nem noutros países para aplicações médicas. Contudo, derivados farmacológicos são acessíveis comercialmente e no extremo oriente, fazem parte da medicina tradicional chinesa.

## Farmacologia
A helenalina tem uma variedade de efeitos potencialmente benéficos observados in vitro, incluindo atividades anti-inflamatórias e anti tumorais. Foi demonstrado que a helenalina inibe seletivamente o fator de transcrição NF-κB, que desempenha um papel fundamental na regulação da resposta imune através dum processo singular. In vitro, é também um inibidor potente e seletivo da telomerase humana —o que pode ser parcialmente responsável pelos seus efeitos anti tumorais—tem atividade antitripanossómica, e é tóxico perante o Plasmodium falciparum. Além disso, estudos conduzidos em animais e in vitro sugeriram que a helenalina pode reduzir o crescimento de bactérias como Staphylococcus aureus e reduzir a gravidade das suas infecções.